# Skålhamra

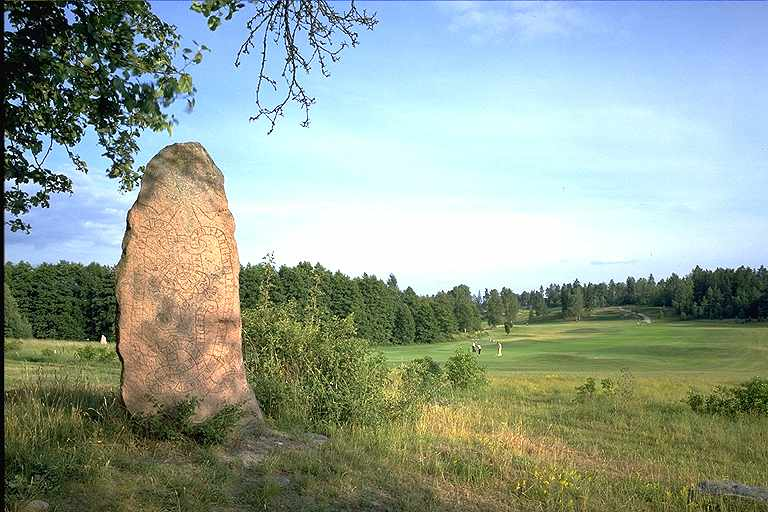
Runsten i Risbyle med golfbanan i bakgrunden

Skålhamra är en gård och ett område längs Skålhamravägen i nordvästra delen av Täby kommun, väster om Vallentunasjön och gränsande till Upplands Väsby kommun. 

## Fornminnen
Strax norr om Skålhamra gård ligger Risbyle med de två Risbylestenarna resta efter Ulf i Skålhamra som hör till Upplands tidigare runristningar.
Namnet Skålhamra  finns omnämnt som Skulobri på en av stenarna som dateras till ca 1010-1050 e. Kr..

## Skålhamra gård
- Mangårdsbyggnaden är uppförd på 1880-talet och används av Täby golklubb som äger marken på gårdens ägor för sin 18-håls golfbana.
- Pelarhuset betstår att tre uthus som i söder är förenad i en träkolonnförsedd fasad.
- Skålhamratorpet har tjänat som smedbostad och har varit ryttartorp tillhörande Skålhamra rusthåll.[1]

## Golfbanan
Skålhamra golfbana byggdes åren 1969 - 1972 och drivs av Täby golfklubb 